# Bouxwiller (Haut-Rhin)
Bouxwiller település Franciaországban, Haut-Rhin megyében. Lakosainak száma 430 fő (2022. január 1.). Bouxwiller Oltingue, Raedersdorf, Sondersdorf, Ferrette, Vieux-Ferrette, Durmenach, Werentzhouse és Fislis községekkel határos.

## Népesség
A település népességének változása:
| Lakosok száma | 451  | 463  | 473  | 459  | 449  | 439  | 429  | 425  | 430  |
|               | 2013 | 2015 | 2016 | 2017 | 2018 | 2019 | 2020 | 2021 | 2022 |